# Oranges and Lemons
Oranges and Lemons ist ein Kinderreim aus London, der wahrscheinlich über die Vergabe von Früchten von der Kirche St Clement Danes handelt.

## Text
„Oranges and lemons“, say the bells of St. Clement's.

„You owe me five farthings“, say the bells of St. Martin's.

„When will you pay me?“ say the bells of Old Bailey.

„When I grow rich“, say the bells of Shoreditch.

„When will that be?“ say the bells of Stepney.

„I do not know“, says the great bell of Bow.

Here comes a candle to light you to bed

And here comes a chopper to chop off your head!

Chip chop chip chop – The last man's dead.
„Orangen und Zitronen“, sagen die Glocken von Sankt Clemens.

„Du schuldest mir fünf Viertelpennys“, so die Glocken von St. Martin.

„Wann wirst du mich bezahlen?“, fragen die Glocken von Old Bailey.

„Wenn ich reich werde“, so die Glocken der Shoreditch-Kirche.

„Wann soll das sein?“, fragen die Glocken der Kirche in Stepney.

„Das weiß ich nicht“, sagt die große Glocke von St. Mary-le-Bow.

Hier kommt eine Kerze, um deinen Weg ins Bett zu beleuchten,

Und hier kommt der Henker, um dir den Kopf abzuschlagen!

Schnipp Schnapp Schnipp Schnapp – Der letzte Mann ist tot.
Die Handlung gibt einen Dialog zwischen einem Gläubiger und einem Schuldner wieder. Letzterer hat Orangen und Zitronen gekauft, bleibt aber fünf Farthings (Viertelpennies) schuldig. Er will die Schuld bezahlen, wenn er reich geworden ist, kann aber nicht sagen, wann das sein wird. Daraufhin verliert der Gläubiger die Geduld und schickt den Scharfrichter.
Die Handlung des Kinderreims hat einen durchaus ernsten historischen Hintergrund: Noch im 18. Jahrhundert konnte in England ein nicht bezahlter Kauf durchaus als Diebstahl angesehen werden, und Diebstahl mit dem Tod bestraft werden. Solch drakonische Strafen wurden für nötig erachtet, um die infolge drückender Armut ausufernde Kriminalität einzudämmen. Die im Gedicht benannten Gemeinden Stepney und Shoreditch lagen allesamt im East End, Londons berüchtigtstem Elendsviertel. Old Bailey ist der große Königliche Gerichtshof von London. St Clement Danes und St Martin-in-the-Fields sind reale Londoner Kirchen in der Stadtmitte, wobei letztere das traditionelle Refugium für Arme und Obdachlose ist.
Eine andere Version des Kinderreims beinhaltet noch mehr Reimwortspiele mit den Namen von Londoner Gotteshäusern:
„Oranges and lemons“, say the bells of St. Clement´s.

„Bull´s eyes and targets“, say the bells of St. Margaret´s.

„Brickbats and tiles“, say the bells of St. Giles.

„Halfpence and farthings“, say the Bells of St. Martin´s.

„Old shoes and slippers“, say the bells of St. Peter´s.

„Two sticks and an apple“, say the bells of Whitechapel.

„Pokers and tonges“, say the bells of St. John´s.

„Kettles and pans“, say the Bell´s of St. Anns.

„Old Father Baldpate“, say the slow bells of Aldgate.

„You owe me ten shillings“, say the bells of St. Helen´s.

„When will you pay me?“, say the Bells of Old Bailey.

„When I grow rich“, say the bells of Shoreditch.

„Pray when will that be?“, say the Bells of Stepney.

„I do not know“, say the great bell of Bow.

Here comes a candle to light you to bed,

chip chop – chip chop – the last men´s dead.

## Melodie
Quelle: Walter Crane (Illustrationen), Gravur von Edmund Evans: The Baby's Opera. George Routledge and Sons, London, New York 1877, „Oranges and Lemons“, S. 56 (archive.org).

## Verwendung in der Literatur
Der Reim wird im dystopischen Roman 1984 von George Orwell sowie in den dazugehörigen Filmen zitiert, um den Protagonisten eines Gedankenverbrechens zu überführen, und verdeutlicht dort die Vergangenheit des Protagonisten, der sich zwar an den Kinderreim erinnert, aber dessen letzten Satz nicht (mehr) kennt. Verschiedene Personen bringen nach und nach immer einen neuen Teil des Reims hinzu, bis schließlich der letzte Teil das Ende des zweiten Teils des Romans bildet. Symbolisch steht die Verwendung dieses Reims für die fast vollendete Auslöschung der Vergangenheit, da nur noch ein paar Personen ihn kennen und mit deren Tod der Reim, respektive die Vergangenheit, für immer verloren ist. Eine besondere Bedeutung erlangt er, da die vorletzte Zeile während der Verhaftung des Protagonisten letztendlich ergänzt wird – eine Anspielung auf die bevorstehende Folter und Hinrichtung.
Ferner wird er im Roman Private Peaceful von Michael Morpurgo als Vorwegnahme der Exekution der Figur des Charlie verwendet (Chip Chop, Chip Chop / The last man's dead).
Er kommt auch am Ende des Stücks One Flea Spare (1995) von Naomi Wallace vor, bevor die minderjährige Mörderin Morse, ein Kind des Eastends, vor Gericht gestellt wird.